# Eyliac
Eyliac (tiếng Occitan là Eilhac) là một xã của Pháp, nằm ở tỉnh Dordogne trong vùng Aquitaine của Pháp.

## Hành chính
| Danh sách các xã trưởng                |             |                    |                  |         |
| Giai đoạn                              | Giai đoạn   | Tên                | Đảng             | Tư cách |
| 1989                                   | đương nhiệm | Jean-Pierre Bonnet | không chính thức | hưu trí |
| Tất cả các dữ liệu trước đây không rõ. |             |                    |                  |         |

## Thông tin nhân khẩu
| Năm    | 1962 | 1968 | 1975 | 1982 | 1990 | 1999 | 2005 |
| ------ | ---- | ---- | ---- | ---- | ---- | ---- | ---- |
| Dân số | 499  | 448  | 384  | 431  | 619  | 640  | 630  |